# Manuel M. Altamirano
General Manuel M. Altamirano fue un militar mexicano que participó en la Revolución mexicana.
Fue comandante del 37.º. Regimiento.
Finalmente murió en el combate conocido como la Batalla de Zacatecas entre fuerzas villistas y federales el 23 de junio de 1914.